# Struț sirian
Struțul sirian (Struthio camelus syriacus), struțul arab, sau struțul din Orientul Mijlociu este o subspecie dispărută a struțului comun care a trăit în Peninsula Arabică și în Orientul Apropiat până la mijlocul secolului al XX-lea.